# Сцинавиця
Сцинавиця (пол. Ścinawica, нім. Steinwitz) — село в Польщі, у гміні Клодзко Клодзького повіту Нижньосілезького воєводства.
Населення — 278 осіб (2011).
У 1975-1998 роках село належало до Валбжиського воєводства.

## Демографія
Демографічна структура станом на 31 березня 2011 року:
|          | Загалом | Допрацездатний вік | Працездатний вік | Постпрацездатний вік |
| -------- | ------- | ------------------ | ---------------- | -------------------- |
| Чоловіки | 137     | 21                 | 98               | 18                   |
| Жінки    | 141     | 23                 | 76               | 42                   |
| Разом    | 278     | 44                 | 174              | 60                   |